# كوكوا تي
كالفن جورج سكوت (3 سبتمبر 1959 - 11 مارس 2025) المعروف باسم كاكاو تي، كان مغني ريجي وكاتب أغاني جامايكي.

## روابط خارجية
- كوكوا تي في قاعدة بيانات الأفلام على الإنترنت